# Fischtown Pinguins Bremerhaven
Les Fischtown Pinguins sont un club professionnel allemand de hockey sur glace basé à Bremerhaven (Land de Brême).
Le club évolue dans la plus haute division allemande, le championnat d'Allemagne élite, la Deutsche Eishockey-Liga (également désignée par le sigle DEL).

## Historique

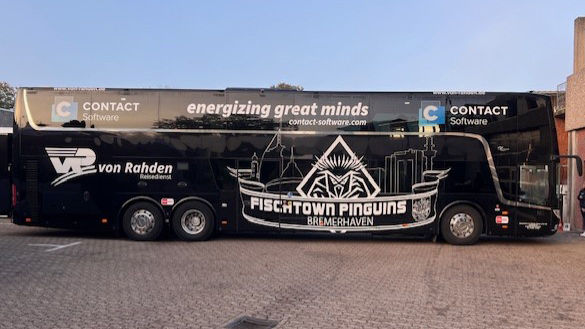
Bus de l'équipe des Fischtown Pinguins en 2024.

Le club est créé en 1974 sous le nom de RSC Bremerhaven.
L'équipe professionnelle est baptisée REV Bremerhaven en 1983, puis Fischtown Pinguins depuis 2002.
Elle est promue en 2. Bundesliga en 2004 puis en Deutsche Eishockey Liga en 2016.
Lors de la saison 2023-2024, les Fischtown Pinguins finissent premier du championnat régulier. En play-offs, ils éliminent ERC Ingolstadt en quart de finale puis EHC Munich en demi-finale. En finale, l'équipe rencontre l'Eisbären Berlin et s'incline quatre victoires à une.
Jan Urbas termine meilleur pointeur du championnat, et Jan Urbas est élu meilleur gardien de la saison.

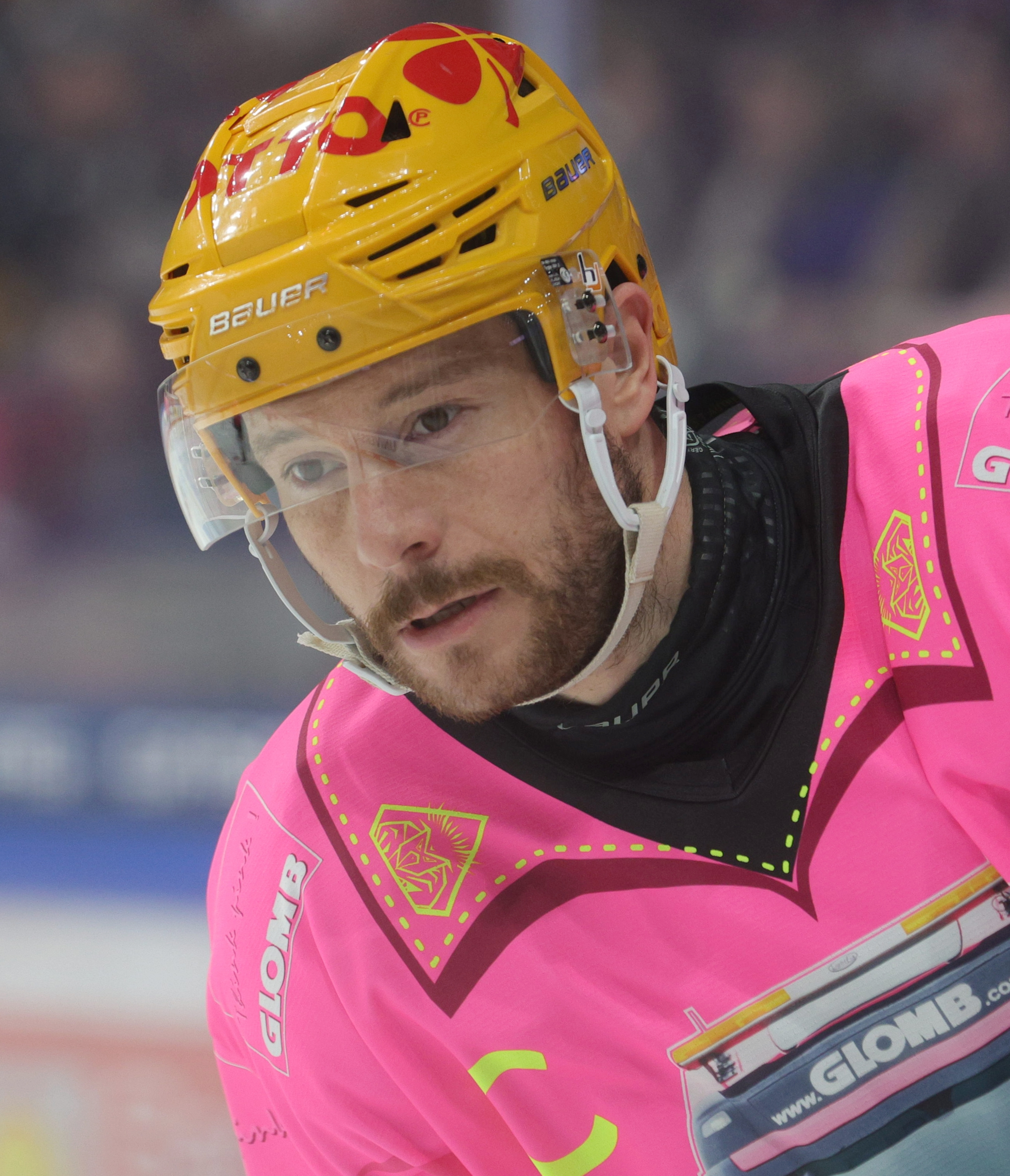
Jan Urbas meilleur pointeur de la DEL 2023-2024.
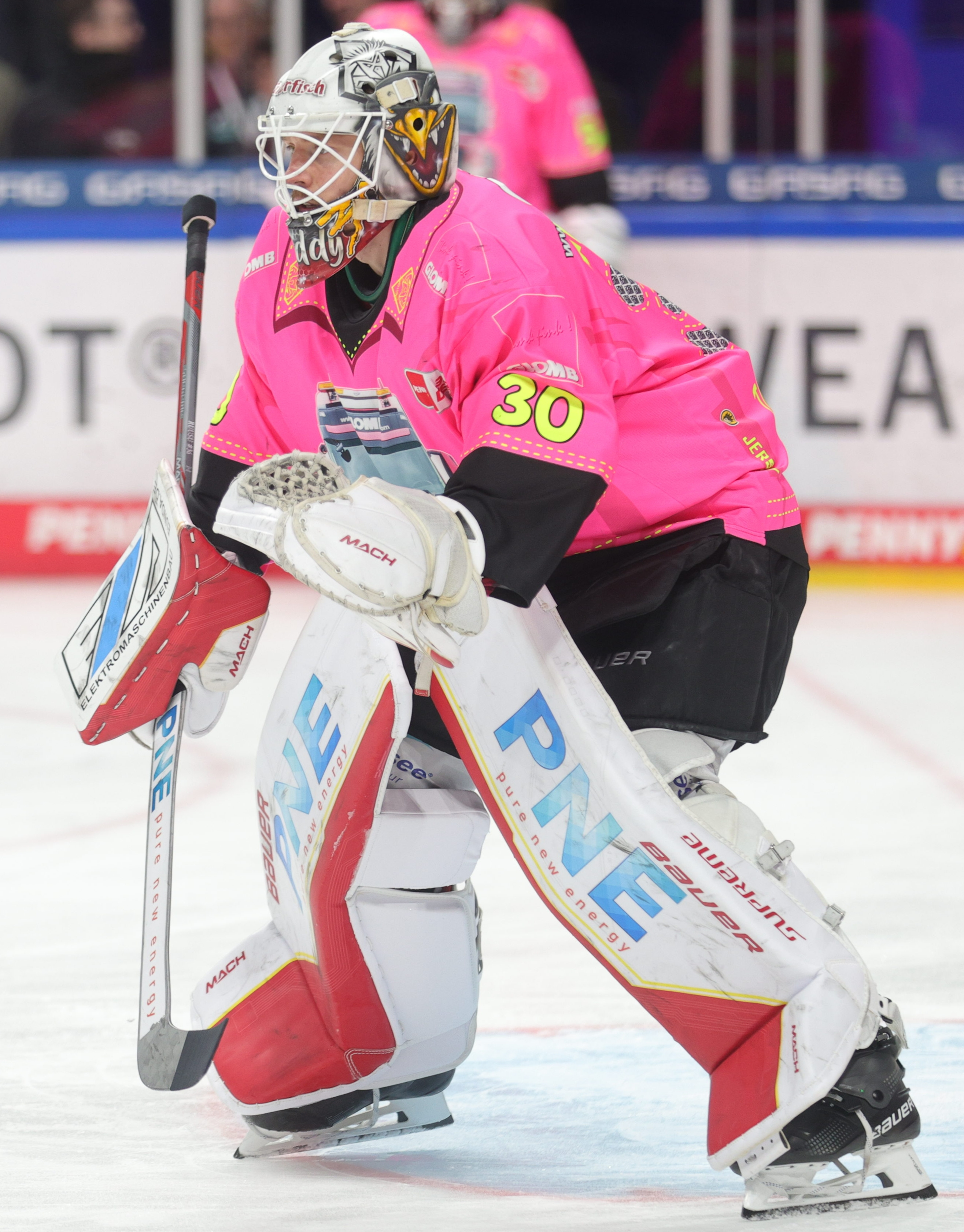
Kristers Gudļevskis élu meilleur gardien de la DEL 2023-2024.

Pour son tout premier match de Ligue des champions (2024-2025), Bremerhaven s'impose face au champion en titre le Genève-Servette (3-2).

## Palmarès
- Vainqueur de la 2. Bundesliga / DEL2 : 2002 et 2014.
- Vainqueur de la 1. Liga / Oberliga : 1999 et 2004.

## Patinoire

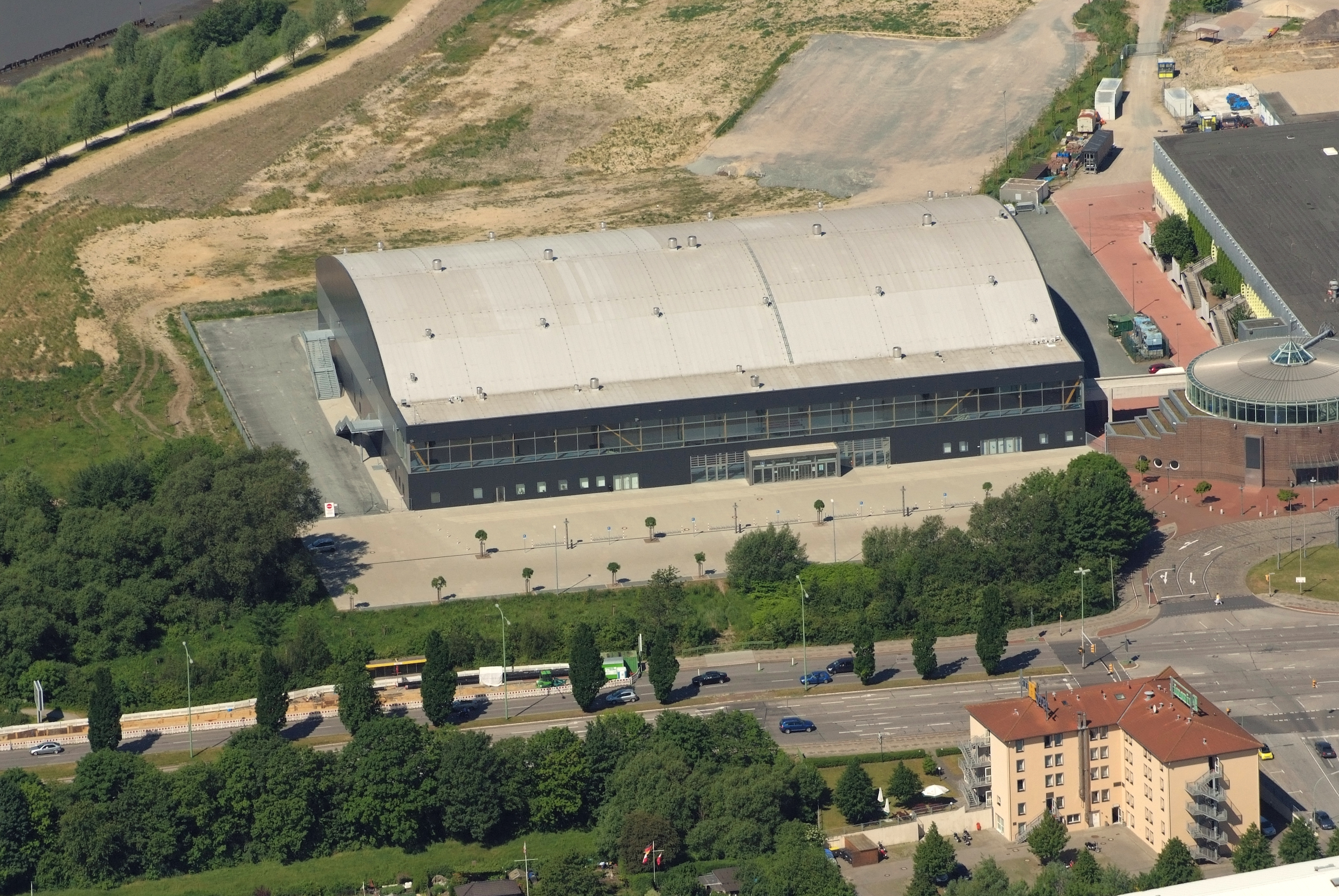
La patinoire Eisarena Bremerhaven.

Eisarena Bremerhaven est la patinoire actuelle des Fischtown Pinguins de Bremerhaven. Elle dispose d'une capacité de 4 647 places.